# Guillaume Restes
Guillaume Lino Restes (Toulouse, Alto Garona, 11 de marzo de 2005) es un futbolista franco-marfileño que juega como portero en el Toulouse Football Club de la Ligue 1 de Francia.

## Trayectoria
Comenzó a jugar al fútbol en 2010, en las categorías infantiles de Toulouse Montaudran. Al año siguiente fue fichado por el club profesional Toulouse Football Club con 6 años, donde realizó toda su formación como futbolista.
A sus 16 años, firmó su primer contrato profesional el 27 de julio de 2021. Fue ascendido a reserva del club y debutó en la fecha 1 del Championnat National 3, fue titular contra RCO Agde pero perdieron 2-1. Luego jugó con sub-19 del club, a pesar de ser categoría sub-17 y se destacó al mantener la valla invicta durante 2021. A fin de año fue convocado por primera vez al plantel profesional, para jugar la segunda ronda de la Copa de Francia contra Trélissac, estuvo en el banco de suplentes sin minutos y ganaron 1-3.
Culminó la temporada 2021-22 con 4 presencias en la reserva, regularidad con la sub-19 y una convocatoria al primer equipo, que logró el ascenso de categoría tras ganar la Ligue 2.
Para la temporada siguiente continuó su formación, fue habitual en la reserva del club, jugó 12 partidos, recibió 9 goles y mantuvo el arco invicto en 5 ocasiones. Tras una buena campaña culminaron en segunda posición pero debido a que la comisión federal de control de clubes descendió al campeón Béziers por motivos administrativos, Toulouse II logró ascender al Championnat National 2. Con el primer equipo volvió a ser convocado en una oportunidad, en la Copa de Francia, no tuvo minutos en lo que fue la victoria Ajaccio, luego llegaron hasta la final y conquistaron el título.
Debutó como profesional el 13 de agosto de 2023, fue el portero titular en la fecha 1 del campeonato francés, le encajaron un gol de penal pero ganaron 1-2 frente a Nantes.
El 31 de octubre se anunció la renovación de su contrato, firmó hasta el 30 de junio de 2028.

## Selección nacional
Guillaume ha sido internacional con la selección de Francia en las categorías juveniles sub-17, sub-18, sub-21 y sub-23.
Debutó con Les Bleus el 18 de agosto de 2021, fue en un partido amistoso sub-17 contra España, fue titular pero perdieron 1-2.

## Estadísticas

### Clubes
Actualizado al último partido citado el 17 de mayo de 2025.
| Club                   | Div.          | Temporada     | Liga  | Liga     | Liga    | Copas nacionales | Copas nacionales | Copas nacionales | Copas internacionales | Copas internacionales | Copas internacionales | Total | Total    | Total   |
| Club                   | Div.          | Temporada     | Part. | Goles r. | V. inv. | Part.            | Goles r.         | V. inv.          | Part.                 | Goles r.              | V. inv.               | Part. | Goles r. | V. inv. |
| ---------------------- | ------------- | ------------- | ----- | -------- | ------- | ---------------- | ---------------- | ---------------- | --------------------- | --------------------- | --------------------- | ----- | -------- | ------- |
| Toulouse F. C. Francia | 2.ª           | 2021-22       | -     | -        | -       | 0                | 0                | 0                | —                     | —                     | —                     | 0     | 0        | 0       |
| Toulouse F. C. Francia | 1.ª           | 2022-23       | -     | -        | -       | 0                | 0                | 0                | —                     | —                     | —                     | 0     | 0        | 0       |
| Toulouse F. C. Francia | 1.ª           | 2023-24       | 34    | 46       | 6       | 1                | 2                | 0                | 8                     | 11                    | 3                     | 43    | 59       | 9       |
| Toulouse F. C. Francia | 1.ª           | 2024-25       | 29    | 36       | 10      | 2                | 3                | 0                | —                     | —                     | —                     | 31    | 39       | 10      |
| Toulouse F. C. Francia | 1.ª           | 2025-26       | 0     | 0        | 0       | -                | -                | -                | —                     | —                     | —                     | 0     | 0        | 0       |
| Toulouse F. C. Francia | Total club    | Total club    | 63    | 82       | 16      | 3                | 5                | 0                | 8                     | 11                    | 3                     | 74    | 98       | 19      |
| Total carrera          | Total carrera | Total carrera | 63    | 82       | 16      | 3                | 5                | 0                | 8                     | 11                    | 3                     | 74    | 98       | 19      |
| 1. 2.                  |               |               |       |          |         |                  |                  |                  |                       |                       |                       |       |          |         |

### Selección
Actualizado al último partido citado el 25 de junio de 2025.
| Selección         | Temporada         | Continental | Continental | Continental | Mundial | Mundial  | Mundial | Amistosos | Amistosos | Amistosos | Total | Total    | Total   |
| Selección         | Temporada         | Part.       | Goles r.    | P. inv.     | Part.   | Goles r. | P. inv. | Part.     | Goles r.  | P. inv.   | Part. | Goles r. | P. inv. |
| ----------------- | ----------------- | ----------- | ----------- | ----------- | ------- | -------- | ------- | --------- | --------- | --------- | ----- | -------- | ------- |
| Sub-17 Francia    | 2022              | 2           | 1           | 1           | —       | —        | —       | 4         | 5         | 2         | 6     | 6        | 3       |
| Sub-17 Francia    | Total sel.        | 2           | 1           | 1           | 0       | 0        | 0       | 4         | 5         | 2         | 6     | 6        | 3       |
| Sub-18 Francia    | 2022              | —           | —           | —           | —       | —        | —       | 1         | 0         | 1         | 1     | 0        | 1       |
| Sub-18 Francia    | 2023              | —           | —           | —           | —       | —        | —       | 1         | 3         | 0         | 1     | 3        | 0       |
| Sub-18 Francia    | Total sel.        | 0           | 0           | 0           | 0       | 0        | 0       | 2         | 3         | 1         | 2     | 3        | 1       |
| Sub-21 Francia    | 2023-24           | 4           | 3           | 2           | —       | —        | —       | 2         | 4         | 0         | 6     | 7        | 2       |
| Sub-21 Francia    | 2024-25           | 8           | 10          | 3           | —       | —        | —       | 2         | 3         | 0         | 10    | 13       | 3       |
| Sub-21 Francia    | Total sel.        | 12          | 13          | 5           | 0       | 0        | 0       | 4         | 7         | 0         | 16    | 20       | 5       |
| Sub-23 Francia    | 2024              | —           | —           | —           | 5       | 6        | 3       | 1         | 2         | 0         | 6     | 8        | 3       |
| Sub-23 Francia    | Total sel.        | 0           | 0           | 0           | 5       | 6        | 3       | 1         | 2         | 0         | 6     | 8        | 3       |
| Total selecciones | Total selecciones | 14          | 14          | 6           | 5       | 6        | 3       | 11        | 17        | 3         | 30    | 37       | 12      |
| 1. 2.             |                   |             |             |             |         |          |         |           |           |           |       |          |         |

## Palmarés

### Títulos internacionales
| Título           | Equipo               | Sede  | Año  |
| ---------------- | -------------------- | ----- | ---- |
| Juegos Olímpicos | Selección de Francia | París | 2024 |

### Títulos nacionales
| Título          | Equipo         | País    | Año  |
| --------------- | -------------- | ------- | ---- |
| Copa de Francia | Toulouse F. C. | Francia | 2023 |

### Distinciones individuales
| Distinción                                                       | Año  |
| ---------------------------------------------------------------- | ---- |
| Parte de los 30 mejores jugadores sub-20 del mundo para L'Équipe | 2024 |
| Caballero de la Legión de Honor                                  | 2024 |
| Parte del equipo ideal del año sub-20 (mundial) para IFFHS       | 2024 |
| Parte del equipo ideal del año sub-20 (UEFA) para IFFHS          | 2024 |
| Nominado al Premio Golden Boy                                    | 2025 |